# Walter Dandy
Walter Edward Dandy est un scientifique et neurochirurgien américain. Il est considéré comme l'un des pères fondateurs de la neurochirurgie.
Il a donné son nom à la malformation de Dandy-Walker.

## Biographie
Walter Edward Dandy nait en avril 1886 à Sedalia, dans le Missouri. Il grandit dans un quartier d'immigrants anglais travaillant sur les chemins de fer. Il est l'unique enfant de John, un conducteur de train et membre du mouvement des Frères de Plymouth, originaire de Barrow-in-Furness, et de Rachel, née Kilpatrick, originaire d'Irlande.
Il étudie à l'Université du Missouri avant d'entrer à la faculté de médecine Johns Hopkins, où il rencontre William Halsted qui deviendra son mentor, Roy McClure et George Heuer, avant de sortir diplômé en 1910. Peu après, Halsted lui offre un poste dans son propre service de chirurgie. Il passe la première année en laboratoire de chirurgie, sous ses conseils, où il rencontre Harvey Cushing,.
En 1913, il continue son internat auprès de l'éminent pédiatre Kenneth Daniel Blackfan avec qui il étudie la physiopathologie de l'hydrocéphalie et la physiologie du liquide cérébrospinal. Il fait ensuite toute sa carrière à l'hôpital Johns Hopkins, jusqu'à sa mort en 1946 après deux infarctus du myocarde.